# Élections municipales ghanéennes de 2023
Les élections municipales ghanéennes de 2023 ont lieu le 19 décembre 2023 au Ghana afin de renouveler les membres des conseils des 216 districts, dont 6 métropolitains, 46 municipaux et 164 ordinaires,.
L'ensemble des candidats sont indépendants, comme l'impose la constitution. Les chefs des exécutifs des métropoles, municipalités et districts du Ghana (MMDCEs) sont quant à eux nommés par le président de la république, et ne peuvent qu'être parrainés par des partis,.